# Ronny Markes
Ronny Marki Sales da Silva, mais conhecido como Ronny Markes (Natal, 21 de abril de 1988), é um lutador de artes marciais mistas brasileiro. Atualmente ele compete no peso-médio. Ele treina na academia Kimura Nova União em Natal, Rio Grande do Norte.

## Carreira no MMA

### Início da Carreira
Markes fez sua estreia profissional no MMA em 2007 em um evento na Espanha. Markes a maioria de suas lutas aconteceram no Brasil, com algumas lutas ocorridas na Europa. Ele tinha o cartel impressionante de 11 vitória e 1 derrota, quando entrou para a Zuffa em 2011.

### Ultimate Fighting Championship
Markes entrou para o UFC substituindo o lesionado Stephan Bonnar contra Karlos Vemola no UFC Live: Hardy vs. Lytle em 14 de Agosto de 2011. Ele venceu a luta por Decisão Unânime.
Markes desceu para os Médios e enfrentou o wrestler Aaron Simpson em 15 de Fevereiro de 2012 no UFC on Fuel TV: Sanchez vs. Ellenberger. Após sofrer um knockdown no primeiro round devido a um upper, Markes deu a volta por cima nos rounds seguintes e venceu a luta por Decisão Dividida.
Markes enfrentou Andrew Craig em 19 de Janeiro de 2013 no UFC on FX: Belfort vs. Bisping. E venceu por Decisão Unânime.
Markes era esperado para enfrentar Derek Brunson em 8 de Junho de 2013 no UFC on Fuel TV: Nogueira vs. Werdum. Porém um acidente de carro sofrido no dia antes do evento, fez a luta ser cancelada.
Markes foi derrotado pelo cubano Yoel Romero em 6 de Novembro de 2013 no UFC: Fight for the Troops 3 por nocaute no terceiro round.
Markes enfrentou o ex-membro do TUF Brasil 2 Thiago de Lima Santos em 22 de Março de 2014 no UFC Fight Night: Shogun vs. Henderson II. Markes perdeu por nocaute técnico no primeiro round. 
Com as duas derrotas seguidas, Markes foi demitido do Ultimate.

### World Series of Fighting
Markes enfrentou Cully Butterfield em sua estréia no WSOF em 9 de Agosto de 2014 no WSOF 12 e venceu por decisão unânime.

## Cartel no MMA
| Cartel no MMA   |             |            |
| 18 lutas        | 15 vitórias | 3 derrotas |
| Por nocaute     | 5           | 2          |
| Por finalização | 4           | 1          |
| Por decisão     | 6           | 0          |

| Res.    | Cartel | Oponente                   | Método                                   | Evento                                     | Data       | Round | Tempo | Local                        | Notas                                                    |
| ------- | ------ | -------------------------- | ---------------------------------------- | ------------------------------------------ | ---------- | ----- | ----- | ---------------------------- | -------------------------------------------------------- |
| Vitória | 17-5   | Smealinho Rama             | Decisão (unânime)                        | PFL Daytona                                | 30/06/2017 | 3     | 5:00  | Daytona Beach, Flórida       |                                                          |
| Derrota | 16-5   | Viktor Nemkov              | Finalização (guilhotina)                 | M-1 Challenge 77: Nemkov vs. Markes        | 19/05/2017 | 1     | N/A   | Sochi                        |                                                          |
| Vitória | 16–4   | Tony Lopez                 | Finalização (triângulo de braço)         | KOTC: Heavy Trauma                         | 04/02/2017 | 1     | 3:03  | Lincoln City, Oregon         | Ganhou o Cinturão Peso-Super-Pesado do King of the Cage. |
| Derrota | 15–4   | Cassio Barbosa de Oliveira | Finalização (chave de calcanhar)         | Shooto: Brazil 61                          | 13/02/2016 | 1     | 1:47  | Rio de Janeiro               |                                                          |
| Vitória | 15-3   | Cully Butterfield          | Decisão (unânime)                        | WSOF 12: Palomino vs. Gonzalez             | 09/08/2014 | 3     | 5:00  | Las Vegas, Nevada            | Volta aos Meio Pesados.                                  |
| Derrota | 14-3   | Thiago de Lima Santos      | Nocaute Técnico (chute no corpo e socos) | UFC Fight Night: Shogun vs. Henderson II   | 22/03/2014 | 1     | 0:53  | Natal, Rio Grande do Norte   |                                                          |
| Derrota | 14-2   | Yoel Romero                | Nocaute (socos)                          | UFC: Fight for the Troops 3                | 06/11/2013 | 3     | 1:39  | Fort Campbell, Kentucky      |                                                          |
| Vitória | 14-1   | Andrew Craig               | Decisão (unânime)                        | UFC on FX: Belfort vs. Bisping             | 19/01/2013 | 3     | 5:00  | São Paulo                    |                                                          |
| Vitória | 13–1   | Aaron Simpson              | Decisão (dividida)                       | UFC on Fuel TV: Sanchez vs. Ellenberger    | 15/02/2012 | 3     | 5:00  | Omaha, Nebraska              | Estréia nos Médios.                                      |
| Vitória | 12–1   | Karlos Vemola              | Decisão (unânime)                        | UFC Live: Hardy vs. Lytle                  | 14/08/2011 | 3     | 5:00  | Milwaukee, Wisconsin         |                                                          |
| Vitória | 11–1   | Paulo Filho                | Decisão (unânime)                        | International Fighter Championship         | 29/04/2011 | 3     | 5:00  | Recife, Pernambuco           |                                                          |
| Vitória | 10–1   | Diogo Osama                | Nocaute Técnico (socos)                  | Shooto: Brazil 22                          | 01/04/2011 | 1     | 0:45  | Brasília, Distrito Federal   |                                                          |
| Vitória | 9–1    | Wendres Carlos da Silva    | Finalização (socos)                      | Gouveia Fight Championship 2               | 21/01/2011 | 3     | 4:57  | Natal, Rio Grande do Norte   |                                                          |
| Vitória | 8–1    | Fernando Silva             | Nocaute Técnico (socos)                  | Brazil Fight 3: Minas Gerais vs. São Paulo | 27/11/2010 | 1     | 3:08  | Belo Horizonte, Minas Gerais |                                                          |
| Derrota | 7–1    | Paulo Rodrigues            | Finalização (chave de braço)             | Iron Man Championship 7                    | 07/10/2010 | 1     | 4:43  | Belém, Pará                  |                                                          |
| Vitória | 7–0    | Fernando Almeida           | Nocaute Técnico (socos)                  | Amazon Show Combat                         | 09/09/2010 | 1     | N/A   | Manaus, Amazonas             |                                                          |
| Vitória | 6–0    | Wanderlan Vila Cruzeiro    | Nocaute Técnico (socos)                  | Shooto: Brazil 16                          | 12/06/2010 | 1     | N/A   | Rio de Janeiro               |                                                          |
| Vitória | 5–0    | Roque Oliver               | Finalização (triangulo de braço)         | Platinum Fight Brazil 2                    | 05/12/2009 | 1     | 2:42  | Rio de Janeiro               |                                                          |
| Vitória | 4–0    | Charles Andrade            | Finalização (kimura)                     | Natal Fight Championship 2                 | 12/11/2009 | 1     | 3:56  | Natal, Rio Grande do Norte   |                                                          |
| Vitória | 3–0    | Michael Knaap              | Decisão (unânime)                        | BG: Top Team                               | 25/10/2009 | 3     | 5:00  | Beverwijk                    |                                                          |
| Vitória | 2–0    | Junior Fofinho             | Finalização (triangulo de braço)         | Platinum Fight Brazil                      | 13/08/2009 | 1     | 0:28  | Natal, Rio Grande do Norte   |                                                          |
| Vitória | 1–0    | Enrico Vaccaro             | Nocaute Técnico (socos)                  | KO: Arena 6                                | 27/01/2007 | 2     | 1:05  | Espanha                      |                                                          |